# Áporka
Áporka község Pest vármegyében, a Ráckevei járásban.

## Fekvése
A Csepeli-síkon fekszik, amely a Kiskunság északi részén, Budapesttől délre van. A legközelebbi nagyobb település Kiskunlacháza (5 km). Lakott területének keleti szélén húzódik az 51-es főút, főutcája az abból kiágazó 51 109-es számú mellékút.
A község keleti határszéle közelében halad el a Budapest–Kelebia-vasútvonal, amelyen régebben létezett egy, a falu nevét viselő megálló (Áporka megállóhely) is, de az több kilométerre helyezkedett el a falutól, így félreeső mivoltából adódóan már az 1980-as években megszűnt. A megálló helye Kiskunlacháza és Délegyháza határvonala közelében volt, Áporka központjától majdnem pontosan keleti irányban; a közúti elérését egykor biztosító utak ma már mind alsóbbrendű utaknak minősülnek.

## Története
Áporka és környéke ősidők óta lakott helynek számít, területén bronzkori leletek kerültek elő.
A falu sokáig királyi birtok volt, erre utal a közeli Szentkirály elnevezése is.
A 17. században a falu elnéptelenedett.
1694-ben Forster Kristóf népesítette be újra szlovák telepesekkel, azonban ezek a telepesek a kapott kedvezmények lejárta után elköltöztek a faluból.
A 18. században a település legtekintélyesebb földbirtokosa a felsővattai Wathay család lett. Később Dr. csalai Kégl Sándornak, Kégl Jánosnak és Teréznek volt nagyobb birtoka; mellette a Persay családbeli Persay János (1813-1870), majd halála után fia, ifjabb Persay János (1837–1899) a legjelentősebb közbirtokos a településen.
1775-ben az egykor a Duna közelében fekvő település a gyakori árvizek miatt - földesurának engedélyével - a folyótól távolabb eső helyre költözött.
A 19. század elején a falu legfőbb birtokosa még mindig a Wattai család volt.
1910-ben 975 magyar lakosából 191 római katolikus, 752 református, 13 izraelita volt. Ebből következik, hogy akkor főként magyarok és németek lakhatták.
A 20. század elején Pest-Pilis-Solt-Kiskun vármegye Dunavecsei járásához tartozott.

## Közélete

### Polgármesterei
- 1990–1994: Berényi János (független)[4]
- 1994–1998: Ágoston Pál Antal (független)[5]
- 1998–2002: Mészáros Lajos (független)[6]
- 2002–2006: Mészáros Lajos (független)[7]
- 2006–2007: Füzesi István (független)[8]
- 2008–2010: Dr. Kovács Tibor (független)[9]
- 2010–2014: Dr. Kovács Tibor Miklós (független)[10]
- 2014–2019: Mészáros Károly (független)[11]
- 2019–2024: Mészáros Károly (független)[12]
- 2024– : Mészáros Károly (független)[1]

A településen 2008. január 27-én időközi polgármester-választást tartottak, az előző polgármester lemondása miatt.

## Népesség
A település népességének alakulása:
| Lakosok száma | 1121 | 1079 | 1179 | 1276 | 1253 | 1260 |
|               | 2013 | 2014 | 2021 | 2022 | 2023 | 2024 |

A 2011-es népszámlálás során a lakosok 88,4%-a magyarnak, 1,3% cigánynak, 0,9% németnek, 1,4% románnak mondta magát (11,6% nem nyilatkozott; a kettős identitások miatt a végösszeg nagyobb lehet 100%-nál). A vallási megoszlás a következő volt: római katolikus 20,6%, református 38,2%, evangélikus 0,7%, görögkatolikus 0,8%, felekezeten kívüli 12,3% (25,7% nem nyilatkozott).
2022-ben a lakosság 76,8%-a vallotta magát magyarnak, 1,3% németnek, 0,6% románnak, 0,4% ukránnak, 0,2-0,2% görögnek, ruszinnak, cigánynak és lengyelnek, 0,1-0,1% szerbnek, örménynek és horvátnak, 3,7% egyéb, nem hazai nemzetiségűnek (22,3% nem nyilatkozott; a kettős identitások miatt a végösszeg nagyobb lehet 100%-nál). Vallásuk szerint 18,5% volt református, 13,9% római katolikus, 0,3% evangélikus, 0,3% görög katolikus, 0,1% izraelita, 0,1% ortodox, 0,5% egyéb keresztény, 0,6% egyéb katolikus, 12% felekezeten kívüli (53,4% nem válaszolt).

## Nevezetességei
- Késő  barokk stílusú református templom 1786-ból
- Duna-parti üdülőtelep
- Áporka régi temetőjében faragott kopjafákat láthatunk, melyek többségét a falu neves fafaragó családja, a Márton dinasztia készítette. Ez a régi kézműves mesterség még ma is él a faluban.[forrás?]

## Könyvek
(Földünk térképeken) Felelős kiadó: Vajda Béla: Világatlasz országlexikonnal. TOPOGRÁF Térképészeti Kft. 3.javított kiadás. Nyíregyháza: NYÍR-KARTA Bt. 2005.  ISBN 978-963-9618-01-5 